# Czarnowo Średnie
Czarnowo Średnie (Duits: Mittel Jodupp; 1938-1945: Mittelholzeck) was een plaats in het Poolse woiwodschap Ermland-Mazurië, in het district Gołdapski. De plaats was gelegen in de stad- en landgemeente Gołdap.